# کینگ سالمان (کالیفرنیا)
کینگ سالمان (به انگلیسی: King Salmon) یک منطقهٔ مسکونی در ایالات متحده آمریکا است که در کالیفرنیا واقع شده‌است. کینگ سالمان ۱ متر بالاتر از سطح دریا واقع شده‌است.